# Jättekägelnäbb
Jättekägelnäbb (Conirostrum binghami) är en fågel i familjen tangaror inom ordningen tättingar.

## Utbredning och systematik
Fågeln förekommer i polylepisskogar i södra Colombia till västra Bolivia. Tidigare placerades den som ensam art i släktet Oreomanes (då med artepitetet fraseri), men DNA-studier visar att arten är inbäddad i släktet Conirostrum.

## Status
IUCN kategoriserar arten som nära hotad.